# Abdeslam Ouaddou
Abdel Salam, mais conhecido como Abdelslam Ouaddou, - em árabe, عبدالسلام وادو (Ksar Azekour, 1 de novembro de 1978), é um futebolista marroquino que atua como zagueiro. Atualmente, joga pelo Lekhwiya.

## Carreira
Abdel Salam representou a Seleção Marroquina de Futebol nas Olimpíadas de 2000.